# Bärnbach

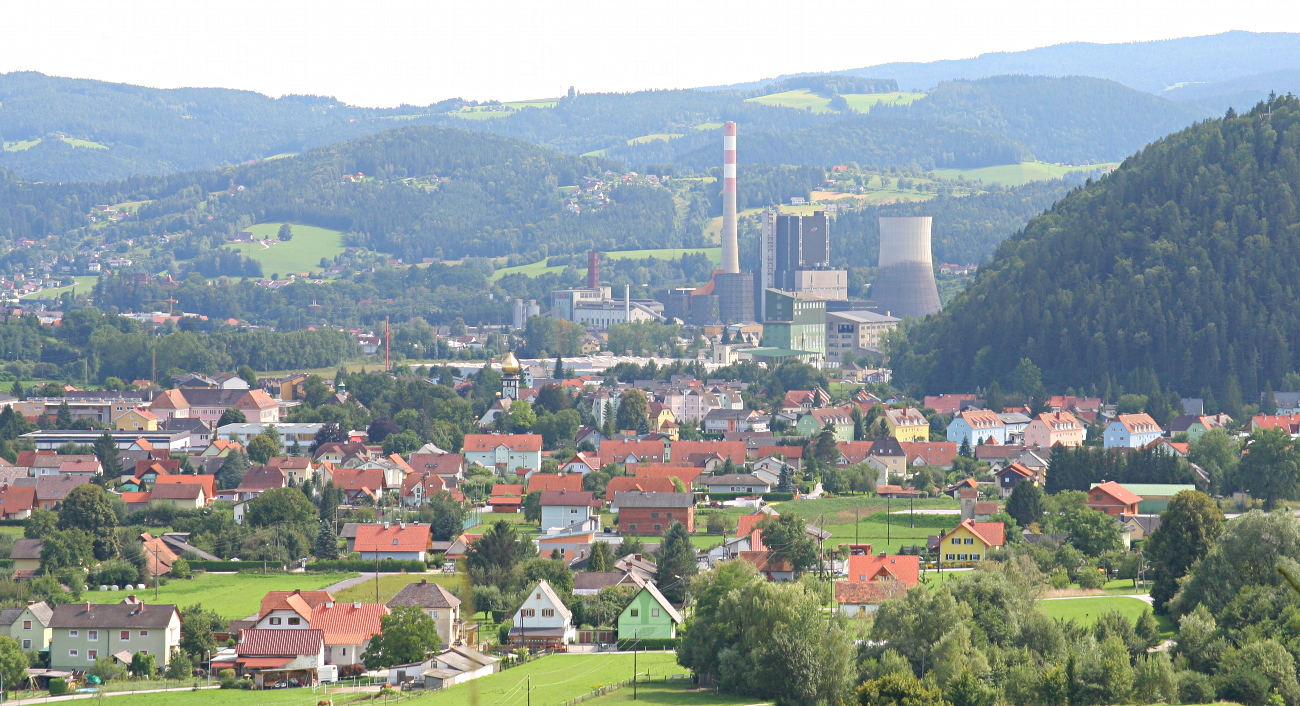
Bärnbach

Bärnbach là thành phố ở huyện Voitsberg, nước Áo. Đô thị Bärnbach có diện tích 17,15kilômét vuông, dân số thời điểm cuối năm 2005 là 5176 người.